# Nanni Moretti
Giovanni (Nanni) Moretti (Brunico, 19 augustus 1953) is een Italiaans filmregisseur, acteur en filmproducent.
Naast cinema heeft Moretti nog een andere passie, namelijk waterpolo.
Nanni Moretti is gehuwd met Silvia Nono (een dochter van Luigi Nono) en heeft één zoon, Pietro, geboren in 1996.
Met de film La stanza del figlio won hij in 2001 de Gouden Palm op het Filmfestival van Cannes.

## Filmografie als regisseur van langspeelfilms
- 1976 - Io sono un autarchico
- 1978 - Ecce Bombo
- 1981 - Sogni d'oro
- 1984 - Bianca
- 1985 - La messa è finita
- 1989 - Palombella rossa
- 1993 - Caro diario
- 1998 - Aprile
- 2001 - La stanza del figlio
- 2006 - Il caimano
- 2008 - Caos calmo (geen regie, mede-scenarioschrijver en acteur)
- 2011 - Habemus Papam
- 2015 - Mia madre
- 2021 - Tre piani
- 2023 - Il sol dell'avvenire